# Du hast das Leben vor dir
Du hast das Leben vor dir (Originaltitel La vita davanti a sé, internationaler englischsprachiger Titel The Life Ahead) ist ein Filmdrama von Edoardo Ponti, das am 13. November 2020 in das Programm von Netflix aufgenommen wurde. Der Film, mit Pontis Mutter Sophia Loren in der Hauptrolle, basiert auf dem Roman La vie devant soi des Schriftstellers Romain Gary, der unter dem Titel Du hast das Leben noch vor dir in einer deutschen Übersetzung veröffentlicht wurde.

## Handlung
Die Holocaust-Überlebende und ehemalige Prostituierte Madame Rosa beherbergt in ihrer bescheidenen Wohnung in Bari immer wieder Kinder von anderen Prostituierten. Sie glaubt, dass die Kinder in ihrer Obhut besser dran sind als in öffentlichen Einrichtungen. Eines Tages stiehlt der 12-jährige Momò aus dem Senegal auf dem Markt ihre Einkaufstasche und stößt sie dabei zu Boden. Doktor Cohen, der sich um Momò kümmert, findet die Tasche, bringt sie Madame Rosa zurück und der Junge muss sich bei Madame Rosa entschuldigen. Dabei bittet Cohen sie, den Jungen bei sich aufzunehmen. Da sie das Geld braucht, das Doktor Cohen dank geschickter Verhandlungen für Momòs Unterkunft bei ihr bietet, willigt sie ein und das vorübergehende Arrangement beginnt vielversprechend.
Der Junge bleibt wie versprochen auf Distanz zu Iosif und Babu, den zwei Kindern, die zurzeit ebenfalls bei Rosa leben, und auch zur Dame des Hauses selbst. Weil Iosif keine Papiere hat und daher nicht zur Schule gehen kann, bringt Madame Rosa ihm Hebräisch bei. Momò jedoch kann sie nur wenig beibringen. Herr Hamil, ein muslimischer Ladenbesitzer, den Rosa als eine Art Vaterfigur für Momò vermittelt, beschäftigt den Jungen in seinem Geschäft und versucht ihm die Religion und Kultur seines Geburtslandes nahe zu bringen. Doch trotz seiner Bemühungen ist der Junge weiter auf den Straßen Baris unterwegs. An den meisten Tagen verkauft er Drogen für Ruspa, der Momò für seine Arbeitsmoral lobt, da er viel mehr verkauft als andere Kleindealer.
Der Junge weiß zwar genau, wie das Leben auf der Straße funktioniert, Madame Rosa hingegen bleibt für Momò ein Rätsel. Immer öfter verfällt sie in katatonische Zustände und zieht sich in ihr kleines Heiligtum, eine mit Trödel gefüllte Höhle im Keller des Gebäudes, zurück. Hier bewahrt sie Erinnerungen an ihre traumatische Vergangenheit auf. Momò nennt ihren Zufluchtsort amüsiert „Fledermaushöhle“. Als Madame Rosas Gesundheit weiter nachlässt und Momente der Klarheit immer öfter von geistiger Abwesenheit unterbrochen werden, verspricht Momò, sie nicht in ein Krankenhaus zu bringen, weil das für Rosa aufgrund ihrer Erfahrungen im Konzentrationslager mit großen Ängsten verbunden ist. Dafür muss er die Arbeit für Ruspa hinter sich lassen. Als Madame Rosa eines Tages in ein Krankenhaus gebracht wird, holt Momò sie heimlich wieder ab und versteckt sie in ihrem Kellerraum. Dort stirbt sie.

## Literarische Vorlage
Der Film basiert auf dem 1975 erschienenen Roman La vie devant soi (im Italienischen La vita davanti a sé) des französischen eingebürgerten Schriftstellers Romain Gary, den er unter dem Pseudonym Émile Ajar schrieb und der in deutscher Übersetzung unter dem Titel Du hast das Leben noch vor dir veröffentlicht wurde. Gary wurde im heutigen Litauen geboren. Im Jahr der Erstveröffentlichung wurde Gary mit dem Prix Goncourt ausgezeichnet. Der Roman ist aus der Ich-Perspektive geschrieben. Darin berichtet der vierzehnjährige Mohammed, genannt Momò, von seinem Leben im Pariser Stadtviertel Belleville. Sein Vater hatte ihn hier vor vielen Jahren bei Madame Rosa untergebracht, einer alten Jüdin, die Auschwitz überlebt hat und viele andere Kinder aufnahm, deren Mütter meist Prostituierte waren und die ihre Kinder vom Gesetz her nicht bei sich behalten durften. Nicht so jedoch Momò, der aus einer muslimischen Familie stammt. Als Madame Rosa älter wird und sich ihr gesundheitlicher Zustand dramatisch verschlechtert, steht Momò ihr in den letzten Tagen bei.

## Produktion

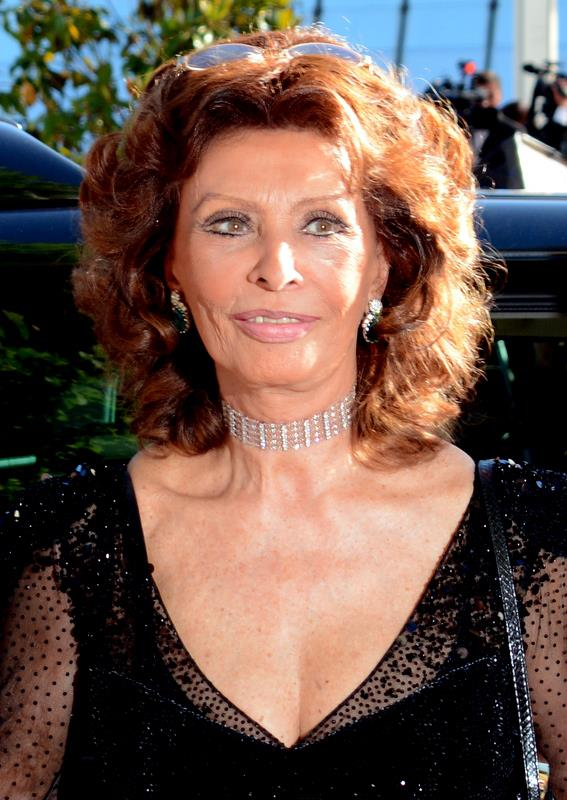
Die Hauptrolle, Madame Rosa, besetzte Ponti mit seiner Mutter Sophia Loren

Regie führte Edoardo Ponti, der gemeinsam mit Ugo Chiti auch Garys Roman für den Film adaptierte. Sie verlagerten die in Paris spielende Geschichte nach Italien. Zudem kommt Momò nicht aus dem postkolonialen Algerien, sondern aus der westafrikanischen Stadt Diourbel. Zu den früheren Verfilmungen von Garys Roman gehört Madame Rosa von Moshé Mizrahi aus dem Jahr 1977 mit Simone Signoret in der Titelrolle.
In La vita davanti a sé ist Sophia Loren in der Hauptrolle der Madame Rosa zu sehen. Ibrahima Gueye spielt den von ihr aufgenommenen Momò. Iosif Diego Pirvu und Simone Surico spielen die neben Momò ebenfalls bei Madame Rosa lebenden Kinder Iosif und Babu, Massimiliano Rossi spielt den Drogenboss Ruspa. Renato Carpentieri übernahm die Rolle des Arztes Dr. Coen, der Momò bei Madame Rosa unterbringt. Abril Zamora spielt Lola, die transsexuelle Nachbarin, die der Vater von Babu ist. Babak Karimi ist in der Rolle des muslimischen Ladenbesitzers Mr. Hamil zu sehen, der Momò beschäftigt, um ihm eine Chance im Leben zu geben.
Die deutsche Synchronisation entstand nach einem Dialogbuch und der Dialogregie von Heike Kospach im Auftrag der Christa Kistner Synchronproduktion GmbH, Berlin. Eva Kryll leiht in der deutschen Fassung Sophia Loren ihre Stimme. Manik Gaschina spricht Momò.
Gedreht wurde im Sommer 2019 im italienischen Bari. Als Kameramann fungierte Angus Hudson.
Die Filmmusik komponierte Gabriel Yared. Das Soundtrack-Album mit insgesamt 12 Musikstücken wurde am 13. November 2020 von Plaza Mayor Company als Download veröffentlicht.
Die US-amerikanische Komponistin, Grammy- und Golden-Globle-Preisträgerin Diane Warren steuerte das Lied Io sì (Seen) mit einem italienischen Text bei, im Film von Laura Pausini gesungen. Gegenüber Variety erklärte Warren, es sei das erste Mal gewesen, dass sie ein Lied für einen ausländischen Film geschrieben habe. Ihr Leitprinzip beim Schreiben sei gewesen: „Ich sehe dich, du kannst dich nicht vor mir verstecken.“ Pausini nahm den Song in ihrem Studio in Ravenna auf.
Im Oktober 2020 stellte Netflix einen ersten Trailer vor. Am 13. November 2020 wurde der Film weltweit in das Programm des Streamingdienstes aufgenommen. In Deutschland wird der Film von Netflix ab 12 Jahren empfohlen.

## Rezeption

### Kritiken
Der Film wurde von 92 Prozent aller bei Rotten Tomatoes erfassten Kritiker mit durchschnittlich 7,1 von 10 möglichen Punkten positiv bewertet.
Eric Kohn von IndieWire schreibt, Sophia Loren schaffe es, der abgestumpften alten Frau eine liebenswerte Mischung aus Weisheit, Erschöpfung und Schmuddeligkeit zu verleihen, die ihre Anziehungskraft auf den schelmischen Jugendlichen glaubwürdig macht. Ibrahima Gueye in der Rolle von Momò, der Erzähler der Geschichte, ermögliche es dem Film, einige der Fallstricke, die sich bei der Beschäftigung mit dem Holocaust-Trauma drohen, zu umgehen. Gueye sei das eigentliche Herzstück des Films.
Auch Chris Barsanti schreibt im Slant Magazine, Gueye sei der wahre Star des Films und sein aufmerksamkeitsstarkes Brio passe gut zur Rolle von Momò, den er mit einer Dreistigkeit und gleichzeitigem Charme spiele und ihn nicht als hilflosen Einwanderer zeige, sondern als jemanden, der das Beste aus sich herausholen will. Barsanti bezeichnet The Life Ahead  als einen ehrlichen Film, weil er zeige, wie Momòs Geschäfte mit Ruspa eine rationale Lebensentscheidung seien und ehrlich sage, wie verlockend ein Leben als Krimineller sein könne. Hierdurch hebe sich der Film von vielen anderen Geschichten über eigensinnige Jugendliche ab. Weniger beeindruckend seien die Szenen zwischen Rosa und Momò. Bis sie schließlich die Vorteile einer Zusammenarbeit in einer Welt erkennen würden, die keiner von beiden zu verstehen scheine, werde in ihrer Beziehung kaum Dampf aufgebaut.
Der Film gelangte im Jahr seiner Veröffentlichung in die Vorauswahl für die Golden Globe Awards 2021 (Bester fremdsprachiger Film).

### Auszeichnungen (Auswahl)
Alliance of Women Film Journalists Awards 2020
- Auszeichnung mit dem Grand Dame Award for defying ageism (Sophia Loren)[18]

Black Reel Awards 2021
- Nominierung als Bester fremdsprachiger Film[19]

Capri Hollywood Awards 2021
- Auszeichnung als Beste Schauspielerin (Sophia Loren)
- Auszeichnung für das Beste adaptierte Drehbuch (Edoardo Ponti)
- Auszeichnung für den Besten Filmsong („Io Si Seen“ – Diane Warren, Laura Pausini & Niccolò Agliardi)[20]

David di Donatello 2021
- Auszeichnung als Beste Schauspielerin (Sophia Loren)[21]

Critics’ Choice Movie Awards 2021
- Nominierung als Bester Jungdarsteller (Ibrahima Gueye)
- Nominierung als Bester fremdsprachiger Film
- Nominierung als Bester Filmsong (Io sì (Seen))

GLAAD Media Awards 2021
- Nominierung in der Kategorie Outstanding Film – Limited Release[22]

Golden Globe Awards 2021
- Nominierung als Bester fremdsprachiger Film
- Auszeichnung als Bester Filmsong (Io sì (Seen))[23]

Golden Reel Awards 2021
- Nominierung für den Besten Tonschnitt in einem fremdsprachigen Film[24]

NAACP Image Awards 2021
- Nominierung als Bester internationaler Spielfilm[25]

Oscarverleihung 2021
- Nominierung als Bester Filmsong (Io sì (Seen))

Satellite Awards 2020
- Auszeichnung für den Besten Filmsong („Io Si Seen“ – Diane Warren, Laura Pausini & Niccolò Agliardi)
- Nominierung für das Beste adaptierte Drehbuch (Edoardo Ponti)
- Nominierung als Beste Hauptdarstellerin – Drama (Sophia Loren)